# Mansour Muftah
Mansour Muftah Faraj Al-Abdullah, född 22 november 1955 i Doha, är en qatarisk före detta fotbollsspelare. Han är bäste målskytt i Qatars landslag med 53 mål. Muftah gjorde landslagsdebut under Gulf Cupen 1976 där han gjorde fyra mål på sex matcher.
Under karriären spelade Muftah främst för Al Rayyan där han vann Qatar Stars League sju gånger och skytteligan fyra gånger. Från säsongen 2013/14 så får skytteligavinnaren i Qatar Stars League utmärkelsen "Mansour Muftah Award".

## Meriter
Al Rayyan
- Qatar Stars League: 1976, 1978, 1982, 1984, 1986, 1990, 1995
- Crown Prince Cup: 1995
- Sheikh Jassim Cup: 1992
- Skytteligavinnare: 1982, 1983, 1984, 1986

Al-Wakrah
- Sheikh Jassim Cup: 1998

Qatar
- Gulf Cup
  - Silver: 1984, 1990